# Salorino (Hiszpania)
Salorino – gmina w Hiszpanii, w prowincji Cáceres, w Estramadurze, o powierzchni 157,65 km². W 2011 roku gmina liczyła 661 mieszkańców.